# Athens (Georgia)
Athens – miasto w Stanach Zjednoczonych, w stanie Georgia, w hrabstwie Clarke założone w XVIII wieku. Jest nazywane Klasycznym miastem.
W tym mieście główną siedzibę ma Uniwersytet Georgia oraz stanowy ogród botaniczny.
W mieście rozwinął się przemysł elektrotechniczny, odzieżowy oraz precyzyjny.
Z Athens pochodzi wiele znanych zespołów, m.in. R.E.M., The B-52's, of Montreal oraz aktorka Kim Basinger i  aktor Jeff Daniels.

## Demografia
Według spisu powszechnego w 2020 roku liczy 127,3 tys. mieszkańców, w tym 61,9% to osoby białe, 28,2% to czarnoskórzy lub Afroamerykanie, 3,9% Azjaci, 3,3% było rasy mieszanej i 0,2% to rdzenna ludność Ameryki. Latynosi stanowili 10,9% ludności miasta.

## Miasta partnerskie
- Ateny, Grecja
- Cortona, Włochy
- Jassy, Rumunia